# Elezioni generali in Ecuador del 2025
Le elezioni generali in Ecuador del 2025 si sono tenute il 9 febbraio (I turno) per l'elezione della Presidenza e per il rinnovo dell'Assemblea nazionale, il parlamento del paese.
Esse sono state le prime “elezioni regolari” (ossia per un mandato pieno) dalla tornata del 2021, poiché le precedenti elezioni del 2023, essendo state innescate dall’applicazione del meccanismo costituzionale della “muerte cruzada” (previsto dagli Artt. 130 e 148 della Legge Fondamentale), da parte del Presidente uscente di allora, Guillermo Lasso, sono risultate essere delle “elezioni suppletive totali” (ovvero votazioni, pur rinnovando per intero, atte solo ad indicare i soggetti che avrebbero dovuto completare i mandati non conclusi di Presidente e di Parlamento uscenti).
Poiché tuttavia nessuno dei candidati ha ottenuto la quota richiesta di voti per essere eletto al primo turno, un ulteriore turno di votazione si è tenuto il 13 aprile, da cui è infine emerso nuovamente vincitore Daniel Noboa, risultando quindi eletto con il 55,63% delle preferenze a discapito dell’avversaria Luisa González, sebbene, il partito di quest’ultima, Rivoluzione Cittadina (RC), abbia comunque ottenuto la maggioranza relativa all’Assemblea nazionale, a differenza del partito di Noboa Azione Democratica Nazionale (ADN), giunto secondo con un solo seggio di scarto.
Il Presidente uscente Jonathan Estrada, essendo ancora al primo mandato, ha potuto presentarsi per la rielezione.

## Sistema elettorale

### Presidenziali
Per le elezioni presidenziali, la legge elettorale ecuadoregna prevede un sistema maggioritario a doppio turno modificato: per essere eletti, infatti, non è necessaria la maggioranza assoluta, bensì il 40%, se tuttavia si ha un vantaggio di almeno 10 punti percentuali sul secondo candidato. Se ciò non avviene, si attua un secondo turno di votazione.

### Parlamentari
Per le elezioni parlamentari, invece, la legge elettorale ecuadoregna prevede tre modalità di elezione:
- 116 membri sono eletti tramite un sistema proporzionale a lista chiusa di partito, applicato in 24 collegi plurinominali in proporzione alla loro popolazione;
- 15 membri sono eletti tramite lo stesso sistema, sebbene in un’unica circoscrizione nazionale;
- 6 sono eletti dai cittadini residenti all’estero in tre collegi elettorali (“Canada/Stati Uniti”, “America Latina” e “Asia/Europa/Oceania”), a cui sono assegnati due seggi ciascuno.

Di seguito un prospetto riassuntivo dei seggi spettanti ad ogni circoscrizione che, in virtù dell’aumento dei seggi disponibili da 137 a 151, per via di aggiustamenti derivanti da modificazioni demografiche, è stato altresì modificato come segue:
| Circoscrizione | Seggi spett. |
| --- | ------------ |
| Guayas(+4) | 24           |
| Pichincha(+3) | 19           |
| Lista Nazionale | 15           |
| Manabí(+1) | 10           |
| Azuay(+1), Los Ríos | 6            |
| El Oro, Esmeraldas(+1), Tungurahua(+1) | 5            |
| Chimborazo, Cotopaxi, Imbabura, Loja, Santa Elena(+1), Santo Domingo de los Tsáchilas                                                                         | 4            |
| Bolívar, Cañar, Carchi, Morona-Santiago(+1), Orellana(+1), Sucumbíos                                                                                          | 3            |
| Galápagos, Napo, Pastaza, Zamora Chinchipe, Circ. Est. Europa - Asia - Oceania, Circ. Est. Stati Uniti - Canada, Circ. Est. America Latina - Caraibi - Africa | 2            |

In seguito, tutti i voti sono tradotti in seggi secondo il metodo Webster.
Peculiarità della norma, infine, è la presenza di “quote di genere nelle liste elettorali dei partiti”, ma non per la rappresentanza delle minoranze.

## Risultati

### Elezioni presidenziali
| Daniel Noboa         | Azione Democratica Nazionale (ADN)    | 4 527 606  | 44,17 | 5 870 502  | 55,63 |  |  |  |
| Luisa González       | Rivoluzione Cittadina (RC)            | 4 510 860  | 44,00 | 4 683 147  | 44,37 |  |  |  |
| Leonidas Iza         | Pachakutik (MPP)                      | 538 456    | 5,25  |            |       |  |  |  |
| Andrea González      | Partito Società Patriottica (PSP)     | 275 376    | 2,69  |            |       |  |  |  |
| Henry Kronfle        | Partito Sociale Cristiano (PSC)       | 73 293     | 0,71  |            |       |  |  |  |
| Pedro Granja         | Partito Socialista Ecuadoriano (PSE)  | 53 940     | 0,53  |            |       |  |  |  |
| Jimmy Jairala        | Movimento Centro Democratico (MCD)    | 40 559     | 0,40  |            |       |  |  |  |
| Jorge Escala         | Unità Popolare (UP)                   | 40 483     | 0,39  |            |       |  |  |  |
| Henry Cucalón        | Movimento Construye (MC25)            | 37 316     | 0,36  |            |       |  |  |  |
| Luis Felipe Tillería | Avanza (A)                            | 33 239     | 0,32  |            |       |  |  |  |
| Francesco Tabacchi   | Creando Opportunità (CREO)            | 26 768     | 0,26  |            |       |  |  |  |
| Víctor Araus         | Popolo, Uguglianza e Democrazia (PID) | 22 678     | 0,22  |            |       |  |  |  |
| Carlos Rabascall     | Sinistra Democratica (ID)             | 22 270     | 0,22  |            |       |  |  |  |
| Enrique Gómez        | Società Unita per l'Azione (SUMA)     | 18 815     | 0,18  |            |       |  |  |  |
| Juan Iván Cueva      | Movimento Amico (AMIGO)               | 17 545     | 0,17  |            |       |  |  |  |
| Iván Saquicela       | Democrazia Sì (DSÍ)                   | 11 985     | 0,12  |            |       |  |  |  |
| Totale               | Totale                                | 10 251 189 | 100   | 10 553 649 | 100   |  |  |  |
|                      |                                       |            |       |            |       |  |  |  |
| Schede bianche       | Schede bianche                        | 243 573    | 2,16  | 75 956     | 0,67  |  |  |  |
| Schede nulle         | Schede nulle                          | 765 649    | 6,80  | 763 166    | 6,70  |  |  |  |
| Votanti              | Votanti                               | 11 260 411 | 82,00 | 11 392 771 | 82,98 |  |  |  |
| Elettori             | Elettori                              | 13 732 194 |       | 13 730 345 |       |  |  |  |

### Elezioni parlamentari
| Liste                                            | Lista Nazionale | Lista Nazionale | Lista Nazionale | Circoscrizioni | Circoscrizioni | Circoscrizioni | Totale seggi |  |
| Liste                                            | Voti            | %               | Seggi           | Voti           | %              | Seggi          | Totale seggi |  |
| ------------------------------------------------ | --------------- | --------------- | --------------- | -------------- | -------------- | -------------- | ------------ |  |
| Azione Democratica Nazionale (ADN)               | 3 948 532       | 43,32           | 7               | 3 513 905      | 37,60          | 59             | 66           |  |
| Rivoluzione Cittadina - Movimento RETO (RC-RETO) | 3 764 230       | 41,30           | 7               | 3 574 677      | 38,25          | 60             | 67           |  |
| Partito Sociale Cristiano (PSC)                  | 288 545         | 3,17            | 1               | 380 544        | 4,07           | 3              | 4            |  |
| Partito Società Patriottica (PSP)                | 210 083         | 2,31            | —               | 164 769        | 1,76           | 1              | 1            |  |
| Movimento AMIGO (AMIGO)                          | 162 721         | 1,79            | —               | 69 444         | 0,74           | —              | —            |  |
| Unità Popolare (UP)                              | 156 802         | 1,72            | —               | 157 776        | 1,69           | 1              | 1            |  |
| Società Unita per l'Azione (SUMA)                | 149 404         | 1,64            | —               | 197 475        | 2,11           | —              | —            |  |
| Creando Opportunità (CREO)                       | 119 480         | 1,31            | —               | 109 958        | 1,18           | —              | —            |  |
| Partito Socialista Ecuadoriano (PSE)             | 91 778          | 1,01            | —               | 72 267         | 0,77           | —              | —            |  |
| Sinistra Democratica (ID)                        | 90 383          | 0,99            | —               | 81 679         | 0,87           | —              | —            |  |
| Popolo, Uguaglianza, Democrazia (PID)            | 67 367          | 0,74            | —               | 60 480         | 0,65           | —              | —            |  |
| Movimento Centro Democratico (CD)                | 61 559          | 0,68            | —               | 78 111         | 0,84           | —              | —            |  |
| Pachakutik (MUPP)                                | 0               | 0,00            | —               | 402 955        | 4,31           | 9              | 9            |  |
| Movimento Construye (MC25)                       | 0               | 0,00            | —               | 131 253        | 1,40           | 1              | 1            |  |
| Avanza (A)                                       | 0               | 0,00            | —               | 76 667         | 0,82           | —              | —            |  |
| Democracia Sí (DSÍ)                              | 0               | 0,00            | —               | 49 144         | 0,53           | —              | —            |  |
| Liste Provinciali (PROV)                         | 0               | 0,00            | —               | 68 848         | 0,74           | 2              | 2            |  |
| Totale                                           | 9 113 777       | 100             | 15              | 9 344 509      | 100            | 136            | 151          |  |
|                                                  |                 |                 |                 |                |                |                |              |  |
| Schede bianche                                   | 1 109 547       | 9,85            |                 | 909 315        | 8,09           |                |              |  |
| Schede nulle                                     | 1 040 695       | 9,24            |                 | 989 832        | 8,80           |                |              |  |
| Votanti                                          | 11 264 019      | 82,03           |                 | 11 243 656     | 81,88          |                |              |  |
| Elettori                                         | 13 732 194      |                 |                 | 13 732 194     |                |                |              |  |